# Бібліографія Артура Кларка

Артур Кларк у 2005 році

На цій сторінці наведено перелік творів британського письменника-фантаста, популяризатора науки та винахідника Артура Кларка. Перелік є компіляцією за даними з Internet Speculative Fiction Database [Архівовано 9 вересня 2017 у Wayback Machine.], The Encyclopedia of Science Fiction [Архівовано 17 березня 2015 у Wayback Machine.], The Arthur C. Clarke Foundation, ArthurCClarke.net [Архівовано 12 жовтня 2016 у Wayback Machine.], Fantastic fiction та Лабораторії фантастики [Архівовано 28 травня 2010 у Wayback Machine.].

## Фантастика

### Цикли романів

#### Космічна Одіссея
- 2001: Космічна Одіссея (англ. 2001: A Space Odyssey, 1968)
- 2010: Одіссея Два (англ. 2010: Odyssey Two, 1982)
- 2061: Одіссея Три (англ. 2061: Odyssey Three, 1987)
- 3001: Остання Одіссея (англ. 3001: The Final Odyssey, 1997)

#### Рама
- Побачення з Рамою (англ. Rendezvous with Rama, 1972)
- Рама II (англ. Rama II, 1989) (з Джентрі Лі)
- Сад Рами (англ. The Garden of Rama, 1991) (з Джентрі Лі)
- Рама, що з'явився (англ. Rama Revealed, 1993) (з Джентрі Лі)

#### Одіссея часу
- Око часу (англ. Time's Eye, 2003) (зі Стівеном Бекстером)
- Сонячна буря (англ. Sunstorm, 2005) (зі Стівеном Бекстером)
- Першонароджені (англ. Firstborn, 2007) (зі Стівеном Бекстером)

### Окремі романи
- Всупереч приходу ночі (англ. Against the Fall of Night, 1948, 1953) — основа для «Місто і зірки»
- Прелюдія до космосу (англ. Prelude to Space, 1951), перевиданий як «Володарі космосу» (англ. Master of Space, 1961) і «Космічні мрійники» (англ. The Space Dreamers, 1969).
- Піски Марса (англ. The Sands of Mars, 1951)
- Острови у небі (англ. Islands in the Sky, 1952)
- Кінець дитинства (англ. Childhood's End, 1953)
- Світло Землі (англ. Earthlight, 1955)
- Місто та зірки (англ. The City and the Stars, 1956)
- Велика глибина (англ. The Deep Range, 1957)
- Місячний пил (англ. A Fall of Moondust, 1961)
- Острів дельфінів (англ. Dolphin Island, 1963)
- Шлях стеження (англ. Glide Path, 1963)
- Земля імперська (англ. Imperial Earth, 1975)
- Фонтани Раю (англ. The Fountains of Paradise, 1979)
- Пісні далекої Землі (англ. The Songs of Distant Earth, 1986)
- Колиска (англ. Cradle, 1988) (з Джентрі Лі)
- Всупереч приходу ночі (англ. Beyond the Fall of Night, 1990) — перша частина як перевидання оригінального твору, друга — як продовження Грегорі Бенфорда
- Привид з великих мілин (англ. The Ghost from the Grand Banks, 1990)
- Молот бога (англ. The Hammer of God, 1993)
- 10 за Ріхтером (англ. Richter 10, 1996) (з Майком Маккві)
- Перемикач (англ. The Trigger, 1999) (з Майклом П. К'юбом-Макдавелом)
- Світло інших днів (англ. The Light of Other Days, 2000) (зі Стівеном Бекстером)
- Остання теорема (англ. The Last Theorem, 2008) (з Фредеріком Полом)

### Оповідання
- Подорож дротами! (англ. Travel By Wire!, 1937)
- Як ми вирушили на Марс (англ. How We Went to Mars, 1938)
- Відступ з Землі (англ. Retreat from Earth, 1938)
- На стрімчаках тупості (англ. At the Mountains of Murkiness, 1940)[1]
- Пробудження (англ. The Awakening, 1942)
- Нісенітниця (англ. Whacky, 1942)
- Лазівка (англ. Loophole, 1946)
- Рятувальний загін (англ. Rescue Party, 1946)
- Технічна помилка (англ. Technical Error, 1946)
- Вигнанець (англ. Castaway, 1947)
- Прокляття (англ. The Curse, 1947)
- Вогні всередині (англ. The Fires Within, 1947)
- Спадок (англ. Inheritance, 1948)
- Границя міцності (англ. Breaking Strain, 1949)
- Забутий ворог (англ. The Forgotten Enemy, 1949)
- Хованки (англ. Hide and Seek, 1949)
- Урок історії (англ. History Lesson, 1949)
- Мимолітність (англ. Transience, 1949)
- Стіна темряви (англ. The Wall of Darkness, 1949)
- Ангел-хранитель (англ. Guardian Angel, 1950)
- Немезида (англ. Nemesis, 1950)
- Дорога до моря (англ. The Road to the Sea, 1950)
- Тиша, будь ласка! (англ. Silence, Please! 1950)
- Стріла часу (англ. Time's Arrow, 1950)
- Прогулянка в темряві (англ. A Walk in the Dark, 1950)
- Літаюча тарілка капітана Вікстптла (англ. Captain Wyxtpthll's Flying Saucer, 1951)
- Канікули на Місяці (англ. Holiday on the Moon, 1951)
- Якщо, Земле, я тебе забуду… (англ. If I Forget Thee, Oh Earth… 1951)
- Другий світанок (англ. Second Dawn, 1951)
- Охоронець (англ. The Sentinel, 1951)
- Охоронець вічності (англ. Sentinel of Eternity, 1951)
- Перевага (англ. Superiority, 1951)
- Халепа з тубільцями (англ. Trouble with the Natives, 1951)
- Весь час світу (англ. All the Time in the World, 1952)
- Одержимий (англ. The Possessed, 1952)
- Зіткнення на світанку/Експедиція до Землі (англ. Encounter at Dawn, англ. Encounter in the Dawn або англ. Expedition to Earth, 1953)
- Юпітер V (англ. Jupiter V, 1953)
- Дев'ять мільярдів імен Бога (англ. The Nine Billion Names of God, 1953)
- Інший тигр (англ. The Other Tiger, 1953)
- Паразит (англ. The Parasite, 1953)
- Гонка озброєнь (англ. Armaments Race, 1954)
- Глибина (англ. The Deep Range, 1954)
- Велике полювання (англ. Big Game Hunt, 1954)
- Завтра ранку не буде (англ. No Morning After, 1954)
- Заявка на патент (англ. Patent Pending, 1954)
- Біженець (англ. Refugee, 1955)
- Зірка (англ. The Star, 1955)
- Ця земля величі (англ. This Earth of Majesty, 1955)
- Що то летить (англ. What Goes Up, 1955)
- Не все, що блищить (англ. All That Glitters, 1956)
- Зелені пальці (англ. Green Fingers, 1956)
- Наступні мешканці (англ. The Next Tenants, 1956)
- Пацифіст (англ. The Pacifist, 1956)
- Замислення (англ. Reverie, 1953)
- Публічна кампанія (англ. Publicity Campaign, 1956)
- Питання місцезнаходження (англ. A Question of Residence, 1956)
- Строптива орхідея (англ. The Reluctant Orchid, 1956)
- Робін Гуд, член королівського товариства (англ. Robin Hood, FRS, 1956)
- Злітна смуга (англ. The Starting Line, 1956)
- Досконала мелодія (англ. The Ultimate Melody, 1956)
- Кидок до Місяця (англ. Venture to the Moon, 1956)
- Слідкуйте за новинами (англ. Watch This Space, 1956)
- Поклик зірок (англ. The Call of the Stars, 1957)
- Холодна війна (англ. Cold War, 1957)
- Критична маса (англ. Critical Mass, 1957)
- Дефенестрація Ермінтруди Інч (англ. The Defestration of Ermintrude Inch, 1957)
- Пернатий друг (англ. Feathered Friend, 1957)
- Свобода космосу (англ. Freedom of Space, 1957)
- Хай буде світло (англ. Let There Be Light, 1957)
- Людина, що зорала море (англ. The Man Who Ploughed the Sea, 1957)
- Блудний дух (англ. Moving Spirit, 1957)
- Інший бік неба (англ. The Other Side of the Sky, 1957)
- Перехожий (англ. Passerby, 1957)
- Перевірка безпеки (англ. Security Check, 1957)
- Спляча красуня (англ. Sleeping Beauty, 1957)
- Пісні далекої Землі (англ. The Songs of Distant Earth, 1957)
- Спеціальна доставка (англ. Special Delivery, 1957)
- Глибоко вдихни (англ. Take a Deep Breath, 1957)
- Космічний Казанова (англ. Cosmic Casanova, 1958)
- Покинутий скафандр (англ. The Haunted Spacesuit, 1958)
- Подалі від сонця (англ. Out of the Sun, 1958)
- Дрібна справа про сонячний удар (англ. A Slight Case of Sunstroke, 1958)
- Хто тут? (англ. Who's There? 1958)
- Подалі від колиски, нескінченно крутячись (англ. Out of the Cradle, Endlessly Orbiting… 1959)
- Злочин на Марсі (англ. Crime on Mars, 1960)
- Пам'ятаю Вавилон (англ. I Remember Babylon, 1960)
- У комету (англ. Into the Comet, 1960)
- Літо на Ікарусі (англ. Summertime on Icarus, 1960)
- Халепа з часом (англ. Trouble with Time, 1960)
- До Едему (англ. Before Eden, 1961)
- Смерть і сенатор (англ. Death and the Senator, 1961)
- Ненависть (англ. Hate, 1961)
- Люби той всесвіт (англ. Love that Universe, 1961)
- Сходження Сатурна (англ. Saturn Rising, 1961)
- Свійська мавпа (англ. An Ape About the House, 1962)
- Собача зірка (англ. Dog Star, 1962)
- Мальстрем II (англ. Maelstrom II, 1962)
- Сяйливі (англ. The Shining Ones, 1962)
- Остання команда (англ. The Last Command, 1963)
- Відіграш (англ. Playback, 1963)
- Секрет (англ. The Secret, 1963)
- Сонячний вітрильник (англ. Sunjammer, 1964)
- Світло темряви (англ. The Light of Darkness, 1964)
- Вітер із Сонця (англ. The Wind from the Sun, 1964)
- Наберіть «Ф» для виклику Франкенштейна (англ. Dial «F» for Frankenstein, 1965)
- Найдовша науково-фантастична історія з усіх розказаних (англ. The Longest Science-Fiction Story Ever Told, 1966)
- Жорстоке небо (англ. The Cruel Sky, 1966)
- Хрестовий похід (англ. Crusade, 1966)
- Герберт Джордж Морлі Роберт Веллс, есквайр (англ. Herbert George Morley Roberts Wells, Esq, 1967)
- Нейтронна пастка (англ. Neutron Tide, 1970)
- Побачення з медузою (англ. A Meeting with Medusa, 1971)
- Воз'єднання (англ. Reunion, 1971)
- Коли прийшли тверми (англ. When the Twerms Came, 1972)
- Карантин (англ. Quarantine, 1977)
- Не-буття (англ. siseneG, 1984)
- У золотих морях (англ. On Golden Seas, 1986)
- Транзит Землі (англ. Transit of Earth, 1971)
- Побачення з Рамою (англ. Rendezvous with Rama, 1973)
- Паровий текстовий процесор (англ. The Steam-Powered Word Processor, 1986)
- Дротовий континуум (англ. The Wire Continuum, 1998) (зі Стівеном Бекстером)
- Покращення сусідства (англ. Improving the Neighbourhood, 1999))
- Гібернакулум 46 (англ. Hibernaculum 46, 2000) (зі Стівеном Бекстером)

## Наукові та науково-популярні книги
- Міжпланетний політ: Вступ до астронавтики (англ. Interplanetary Flight: An Introduction to Astronautics, 1950)
- Дослідження космосу (англ. The Exploration of Space, 1951) — оновлені видання в 1959 та 1979
- Дослідження Місяця (англ. The Exploration of the Moon, 1954)
- Юний мандрівник у космосі (англ. The Young Traveller in Space, 1954) — також «Вирушаючи в космос» (англ. Going Into Space, 1954) або «Книга космічних подорожей молодця» (англ. The Scottie Book of Space Travel, 1957)
- Ціна коралів (англ. The Coast of Coral, 1956) — том перший з трилогії «Блакитна планета» (англ. Blue Planet)
- Рифи Тапробану; Підводні пригоди навколо Цейлону (англ. The Reefs of Taprobane; Underwater Adventures around Ceylon, 1957) — том другий з трилогії «Блакитна планета» (Blue Planet)
- Створення Місяця: Історія програми супутника Землі (англ. The Making of a Moon: The Story of the Earth Satellite Program, 1957)
- Хлопчик під поверхнею моря (англ. Boy Beneath the Sea, 1958)
- Голос над морем (англ. Voice Across the Sea, 1958)
- Виклики космічної програми: Замальовки завтрашнього світу (англ. The Challenge of the Space Ship: Previews of Tomorrow's World, 1959)
- Виклик моря (англ. The Challenge of the Sea, 1960)
- Перші п'ять морських сажнів (англ. The First Five Fathoms, 1960)
- Пригоди Індійського океану (англ. Indian Ocean Adventure, 1961)
- Профілі майбутнього; Допитливість біля меж можливого (англ. Profiles of the Future; an Inquiry into the Limits of the Possible, 1962) — оновлені видання в 1973, 1984 та 1999.
- Людина і космос (англ. Man and Space, 1964)
- Скарб Індійського океану (англ. Indian Ocean Treasure, 1964)
- Скарб Великого рифу (англ. The Treasure of the Great Reef, 1964) — том третій з трилогії «Блакитна планета»
- Голоси з неба: Замальовки прийдешньої космічної ери (англ. Voices from the Sky: Previews of the Coming Space Age, 1965)
- Обіцянки космосу (англ. The Promise of Space, 1968)
- У космос: Посібник молодої людини з космосу (англ. Into Space: a Young Person's Guide to Space, 1971)
- За Юпітером: Світи завтрашнього дня (англ. Beyond Jupiter: The Worlds of Tomorrow, 1972)
- Звіт з третьої планети й інші роздуми (англ. Report on Planet Three and Other Speculations, 1972)
- Загублений світ 2001 (англ. The Lost Worlds of 2001, 1972)
- Вид з Серендіпу (англ. The View from Serendip, 1977)
- Файл Одіссеї. Електронне листування з Пітером Гямсом (англ. The Odyssey File. Email correspondence with Peter Hyams, 1984)
- 1984, Весна: Обирання майбутнього (англ. 1984, Spring: a Choice of Futures, 1984)
- Сходження на орбіту, наукова автобіографія: технічні праці Артура Кларка (англ. Ascent to Orbit, a Scientific Autobiography: The Technical Writings of Arthur C. Clarke, 1984)
- 20 липня 2019: Життя в 21 столітті (англ. 20 July 2019: Life in the 21st Century, 1986)
- Дивовижні дні: науково-фантастична автобіографія (англ. Astounding Days: A Science Fictional Autobiography, 1989)
- Як світ став єдиним: За всесвітнім селом (англ. How the World Was One: Beyond the Global Village, 1992)
- Одержимі космосом (англ. By Space Possessed, 1993)
- Сніги Олімпу — Сад на Марсі (англ. The Snows of Olympus — A Garden on Mars, 1994)
- Кінець дитинства: Найраніші твори Артура Кларка (англ. Childhood Ends: The Earliest Writings of Arthur C. Clarke, 1996)
- Вітаю, карбонові двоногі!: Збірка праць 1934—1988 (англ. Greetings, Carbon-Based Bipeds! : Collected Works 1934—1988, 1999)
- Шрі-Ланка: Смарагдовий острів (англ. Sri Lanka: The Emerald Island, 2000)
- Артур Кларк і Клайв Стейплз Льюїс (англ. Arthur C. Clarke and C. S. Lewis, 2001) — листування з Клайвом Стейплзом Льюїсом
- Мемуари споглядача Місяця (англ. Moonwatcher's Memoir, 2002) (з деном Ріхтером)
- Від Нарнії до Космічної Одіссеї (англ. From Narnia to a Space Odyssey, 2003) — листування з Клайвом Стейплзом Льюїсом

## Публіцистика

### Статті
- Як збудувати космічний корабель (англ. How to Build a Spaceship, 1940)
- Позаземні передавачі (англ. Extra-terrestrial Relays, 1945)
- Річард Джефферіс (англ. Richard Jefferies, 1948)
- Наукова фантастика: Підготовка до віку космосу (англ. Science Fiction: Preparation for the Age of Space, 1953)
- Наступні десять років у космосі (англ. The Next Ten Years in Space, 1959—1969, 1959)
- Шоу і звуковий бар'єр (англ. Shaw and the Sound Barrier, 1960)
- Поза гравітацією (англ. Beyond Gravity, 1963)
- Можливо, ось і все! (англ. Possible, That's All! 1968)
- Післямова (англ. Foreword, 1969) — до «Three for Tomorrow»
- Переддень «Аполлона» (англ. The Eve of Apollo, 1969)
- Під поверхнею Індійського океану (англ. Beneath the Indian Ocean, 1972)
- Вступ до повної збірки «Всестороння Венера» (англ. Introduction to The Complete Venus Equilateral, 1976)
- «Вікінг» і Рівнина золота (англ. Viking on the Plain of Gold, 1976)
- Комп'ютери й кібернетика (англ. Computers and Cybernetics, 1977)
- Мої чотири ноги на землі (англ. My Four Feet on the Ground, 1978)
- «Аполлон» плюс десять (англ. Apollo plus Ten, 1979)
- Мережа між світами: Відкритий лист до бюлетеня письменників наукової фантастики Америки (англ. The Web Between the Worlds: An Open Letter to the Bulletin of the Science Fiction Writers of America, 1979)
- Електроніка й освіта (англ. Electronics and Education, 1980)
- Таємничий світ (англ. Mysterious World, 1980)
- Передбачення (англ. Predictions, 1980)
- З Бренданом Беханом (англ. With Brendan Behan, 1981)
- Нові комунікації у світі, що розвивається (англ. New Communications and the Developing World, 1982)
- Зал слави наукової фантастики (англ. The Science Fiction Hall of Fame, 1982)
- Поза всесвітнім селом (англ. Beyond the Global Village, 1982)
- Про пісок зірок (англ. Of Sand and Stars, 1983)
- Останні цілини (англ. The Last Wilderness, 1983)
- Війна і мир в космічну епоху (англ. War and Peace in the Space Age, 1983)
- Останні і перші книги (англ. Last and First Books, 1983)
- Спалах золотого вогню (англ. A Flash of Golden Fire, 1983)
- У залі лицарів (англ. In the Hall of the Knights, 1984)
- Космічні факти й космічні омани (англ. Space Facts and Space Fallacies, 1984)
- Космічний політ — уява та реальність (англ. Space Flight — Imagination and Reality, 1984)
- Відкриття Сонячної системи (англ. The Discovery of the Solar System, 1984)
- Загроза креаціонізму (англ. The Menace of Creationism, 1984)
- Люди моря (англ. The People of the Sea, 1984)
- Поезія космосу (англ. The Poetry of Space, 1984)
- До Росії, з любов'ю… (англ. To Russia, with Love…, 1984)
- Туризм: Виклик змін (англ. Tourism: The Challenge of Change, 1984)
- Хто боїться Леонарда Вулфа? (англ. Who's Afraid of Leonard Woolf? 1984)
- Щодо озброєння (англ. On Weaponry, 1984)
- Ми живі не хлібом єдиним, нам потрібні пригоди, новизна, романтика (рос. Мы живы не хлебом единым, нам нужны приключения, новизна, романтика, 1991)[2]
- In Memoriam: Айзек Азімов (1920—1992) (англ. In Memoriam: Isaac Asimov (1920—1992), 1992) — також Карл Саган, Лайон Спрег де Камп, Фредерік Пол, Пол Андерсон
- Роберт Гайнлайн (англ. Robert Heinlein, 1992)
- Коли почнеться справжня космічна ера? (англ. When Will the Real Space Age Begin? 1996)
- Передмова (англ. Foreword, 1997) — до «Three in Time: Classic Novels of Time Travel»
- Передмова (англ. Foreword, 1998) — до «Three in Space: Classic Novels of Space Travel»
- Місяць і містер Фарнсфорт (англ. The Moon and Mr. Farnsworth, 1999)
- Передмова (англ. Foreword, 2000) — до збірки власних творів
- Післямова (англ. Afterword, 2000) — до роману «Світло інших днів» (зі Стівеном Бекстером)
- Вступ (англ. Introduction, 2002) — до перевидання «The Conquest of Space» (1931) Девіда Лассера
- Пролог (англ. Preface, 2003) — до «Від Нарнії до Космічної Одіссеї»
- Післямова (англ. Foreword, 2004) — до «Science Fiction Quotations: From the Inner Mind to the Outer Limits»
- Сорок років «Зоряному шляху» (англ. Forty Years of Star Trek, 2006)
- Післямова (англ. Foreword, 2007) — до «Першонароджені» зі Стівеном Бекстером

### Есе
- Мріяння (англ. Reverie, 1939)
- Передмова (Історії «Білого оленя») (англ. Preface (Tales from the White Hart), 1957)
- Вступ (Дев'ять мільярдів імен Бога) (англ. Introduction (The Nine Billion Names of God), 1967)
- Герберт Джордж Морлі Роберт Веллс, есквайр (англ. Herbert George Morley Roberts Wells, Esq., 1967)
- Вступ (Лев Комарри та Проти приходу ночі) (англ. Introduction (The Lion of Comarre and Against the Fall of Night),1968)
- Різдво, Шеппертон (англ. Christmas, Shepperton, 1968)
- Епілог (Загублений світ 2001) (англ. Epilogue (The Lost Worlds of 2001), 1972)
- Передмова (Про час і зорі) (англ. Foreword (Of Time and Stars), 1972)
- Післямова (Загублений світ 2001) (англ. The Lost Worlds of 2001), 1972)
- Місія на Юпітер (англ. Mission to Jupiter, 1972)
- Моноліти й манускрипти (англ. Monoliths and Manuscripts, 1972)
- Син доктора Стренджлава (англ. Son of Dr. Strangelove, 1972)
- Народження HALa (англ. The Birth of HAL, 1972)
- Світанок людини (англ. The Dawn of Man, 1972)
- Світи зоряної брами (англ. The Worlds of the Star Gate, 1972)
- Марс і розум людини (англ. Mars and the Mind of Man, 1973)
- Серія «Білого оленя» (англ. The White Hart Series, 1980)
- Чому людина досліджує (англ. (Why Man Explores, 1981) — з Карлом Саганом, Норманом Казінсом, Реєм Бредбері, Джеймсом Міченером
- Вступ (Місячний пил) (англ. Introduction (A Fall of Moondust), 1987)
- Вступ до видання 1987 року (Дев'ять мільярдів імен Бога) (англ. Introduction to 1987 Edition (The Nine Billion Names of God), 1987)
- Передмова (Проти приходу ночі) (англ. Foreword (Against the Fall of Night), 1991)
- Народження HALa (англ. The Birth of HAL, 1997)
- Послання на Марс (англ. Message to Mars, 1999)
- Вступ: Колись і майбутні цунамі (серія «Елементал») (англ. Introduction: Once and Future Tsunamis (Elemental), 2006)
- Редакційна стаття (постскриптуми, літо 2008) (англ. Guest Editorial (Postscripts, Summer 2008), 2008)
- Перша преамбула (Остання теорема) (англ. The First Preamble (The Last Theorem), 2008
- Третя преамбула: Атмосферні випробування (англ. The Third Preamble: Atmospheric Testing, 2008) — із Фредеріком Полом